# Trnová hora
Trnová hora (německy Dornhauhübl, 1060 m n. m.) je zalesněná hora v Rychlebských horách. Nachází se na katastrálním území Velké Vrbno asi 3,5 km severozápadně od Ostružné a 7 km severovýchodně od Starého Města na území okresu Šumperk. Jedná se o kupovitou horu ležící v jižní rozsoše Travné hory (1124 m n. m.), od které je oddělena sedlem (1015 m n. m.) u rozcestí Císařská chata. Rozsocha pokračuje dále na jih spočinkem Hřebeňák (1026 m n. m.), vrcholem Hřebeňák JZ (1009 m n. m.) a Adamovským hřbetem klesá do údolí Vrbenského potoka. Zdejší lesy jsou tvořeny převážně smrkem, na západě částečně bukem.

## Přístup
Nejjednodušší přístup na vrchol je patrně ze sedla u Císařské chaty, v němž se nachází rozcestí turistických tras. Křižuje se zde červená  (Petříkov - chata Paprsek) a zelená  (Ostružná - Smrk). Odtud je možné na vrchol vystoupit po neznačené lesní cestě (cca 400 m na jih). Cesta dále pokračuje na vrchol Hřebeňák a poté zdlouhavě schází do údolí.